# Léon Bourgeois
Léon Bourgeois (29. května 1851, Paříž – 29. září 1925, Épernay) byl francouzský právník a státník, premiér Francie, prezident Rady Společnosti národů a nositel Nobelovy ceny míru z roku 1920.
Vystudoval práva, poté působil v několika státních úřadech. V roce 1887 se stal prefektem francouzské policie. V roce 1888 byl zvolen poslancem za departement Marne, ve sněmovně se připojil k radikální levici. V dalších letech se stal ministrem vnitra, spravedlnosti, školství, práce a sociálních věcí.
V letech 1895-1896 zastával funkci premiéra Francie.
Poté zasedal u Stálého rozhodčího soudu. V roce 1905 se stal senátorem a o rok později ministrem zahraničních věcí. Zastupoval Francii na Haagských konferencích a na Pařížské mírové konferenci v roce 1919. Po první světové válce se stal prezidentem Rady Společnosti národů a za svou snahu o světový mír obdržel v roce 1920 Nobelovu cenu míru. V letech 1923-1924 předsedal francouzskému senátu.